# 神津島
神津島（日语：神津島（こうづしま））是日本伊豆群島的島嶼之一，為一座活火山火山島，在行政區劃上屬東京都神津島村。

## 地理

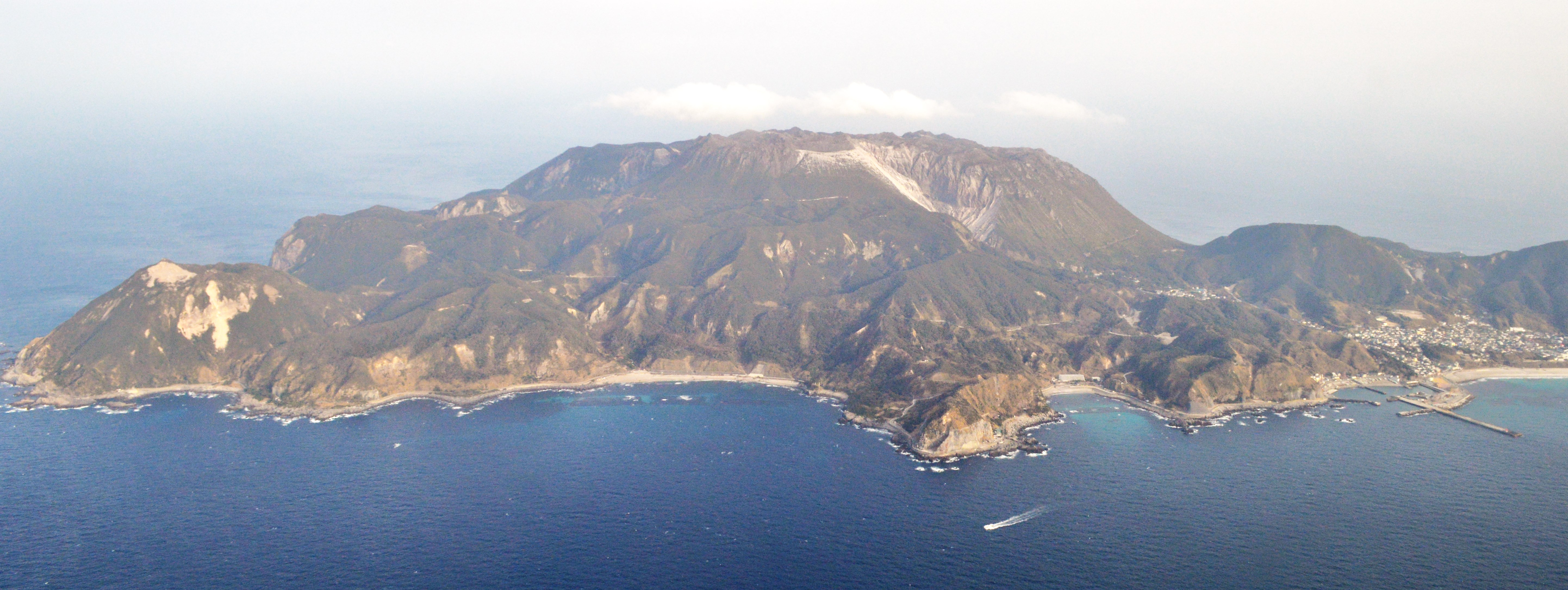
自西方上空望神津島

神津島是伊豆群島最西端的有人島，距神津島最近的有人島是位於其東北東方向約14公里處的式根島。全島最寬處約5公里，周長約24公里。神津島由多個火碎丘和熔岩圓頂丘構成，並非單一火山體，因此地形較為起伏。全島外形呈葫蘆狀，可分為以天上山為中心的北部及以秩父山所在的南部。島上最高峰是天上山，標高572米。
天上山是神津島的象徵，也是在世紀的火山噴發後形成的火山穹丘。在《續日本後紀》中記載有神津島在838年（承和5年）發生過大規模火山噴發。山頂部地形較為平坦，分佈有沙地地形。天上上山頂生存有本州2,000米以上高山才有發現的高山植物，被列入「花之百名山」和「新東京百景」。
神津島上主要的人口聚居點位於西海岸的中南部的前濱地區。伊豆諸島中有不少島嶼的海岸都是斷崖絕壁地形，而神津島的海岸地形較為平坦，並有沙灘海岸。

## 歷史
神津島舊名「神集島」。相傳諸神曾為創造伊豆群島而在此聚集討論，因而得名。
神津島上的砂糠崎、澤尻灣，以及西南側的無人島恩馳島是黑曜岩的產地。自舊石器時代後期開始，神津島是重要的石器材料產地，並大量輸出至本州，且廣泛流通。在本州東至東京都，西至靜岡縣西部，以及內陸山梨縣北杜市的橫針前久保遺跡均發現了神津島產的黑曜岩。這也是證明舊石器時代的人們已經開始使用船舶的貴重間接證據。神津島的黑曜岩挖掘一直持續至繩文時代。
神津島是江戶時代初期因信奉基督宗教而被流放的朝鮮人女性朱莉亞·太田的流放地。相傳她在神津島過世，島上有她的墓。神津島每年還舉辦朱莉亞祭。
神津島上的物忌奈命神社以神津島的開祖物忌奈命為祭神，其在每年8月2日舉辦的例大祭是日本的重要無形民俗文化財。

## 流行文化
- 《天气之子》中的主人公森岛帆高的出生地。
- 《Love Live! Superstar!!》出場的偶像團體Sunny Passion二人組即來自神津島，TV動畫第一季第五集時邀請作為主角的Liella!成員三人登島遊覽。

## 外部連結
- 神津島 （页面存档备份，存于） - 氣象廳
- 日本活火山総覧(第4版)Web掲載版 神津島PDF - 氣象廳
- 神津島 （页面存档备份，存于） - 產業技術綜合研究所 地質調査綜合中心
- 神津島觀光協會 （页面存档备份，存于）